# Vikings de Villeneuve-d'Ascq
I Vikings de Villeneuve d'Ascq sono una squadra di football americano di Villeneuve-d'Ascq, in Francia, fondata nel 1986.

## Dettaglio stagioni

### Tornei nazionali

#### Campionato

##### Division Élite
| Stagione | regular season | regular season | regular season | regular season | regular season | regular season | playoff | playoff | playoff | playoff | playoff | playoff    | playoff    |
|          | Vin            | Par            | Per            | Tot            | PF             | PS             | Vin     | Per     | Tot     | PF      | PS      | risultato  | avversaria |
| -------- | -------------- | -------------- | -------------- | -------------- | -------------- | -------------- | ------- | ------- | ------- | ------- | ------- | ---------- | ---------- |
| 2020     | 1              | 0              | 2              | 3              | 13             | 61             | -       | -       | -       | -       | -       | -          | -          |
| 2022     | 0              | 0              | 10             | 10             | 78             | 434            | -       | -       | -       | -       | -       | Retrocessi | -          |
| Totale   | 1              | 0              | 12             | 13             | 91             | 495            | -       | -       | -       | -       | -       |            |            |

Fonti: Enciclopedia del Football - A cura di Massimo Mezzetti

##### Challenge Féminin
| Stagione | regular season | regular season | regular season | regular season | regular season | regular season | playoff | playoff | playoff | playoff | playoff | playoff   | playoff    |
|          | Vin            | Par            | Per            | Tot            | PF             | PS             | Vin     | Per     | Tot     | PF      | PS      | risultato | avversaria |
| -------- | -------------- | -------------- | -------------- | -------------- | -------------- | -------------- | ------- | ------- | ------- | ------- | ------- | --------- | ---------- |
| 2015     | 0              | 0              | 2              | 2              | 6              | 70             | -       | -       | -       | -       | -       | -         | -          |
| 2016     | 2              | 0              | 2              | 4              | 42             | 70             | -       | -       | -       | -       | -       | -         | -          |
| 2018     | 0              | 0              | 4              | 4              | 0              | 100            | -       | -       | -       | -       | -       | -         | -          |
| Totale   | 2              | 0              | 8              | 10             | 48             | 240            | -       | -       | -       | -       | -       |           |            |

Fonti: Enciclopedia del Football - A cura di Massimo Mezzetti

##### Deuxième Division
| Stagione | regular season | regular season | regular season | regular season | regular season | regular season | playoff | playoff | playoff | playoff | playoff | playoff   | playoff    |
|          | Vin            | Par            | Per            | Tot            | PF             | PS             | Vin     | Per     | Tot     | PF      | PS      | risultato | avversaria |
| -------- | -------------- | -------------- | -------------- | -------------- | -------------- | -------------- | ------- | ------- | ------- | ------- | ------- | --------- | ---------- |
| 2017     | 2              | 0              | 7              | 9              | 129            | 230            | -       | -       | -       | -       | -       | -         | -          |
| 2018     | 4              | 1              | 5              | 10             | 95             | 159            | -       | -       | -       | -       | -       | -         | -          |
| Totale   | 6              | 1              | 12             | 19             | 224            | 389            | -       | -       | -       | -       | -       |           |            |

Fonti: Enciclopedia del Football - A cura di Massimo Mezzetti

### Tornei internazionali

#### EFAF Atlantic Cup
| Stagione | regular season | regular season | regular season | regular season | regular season | regular season | playoff | playoff | playoff | playoff | playoff | playoff      | playoff       |
|          | Vin            | Par            | Per            | Tot            | PF             | PS             | Vin     | Per     | Tot     | PF      | PS      | risultato    | avversaria    |
| -------- | -------------- | -------------- | -------------- | -------------- | -------------- | -------------- | ------- | ------- | ------- | ------- | ------- | ------------ | ------------- |
| 2014     | -              | -              | -              | -              | -              | -              | 0       | 2       | 2       | 20      | 36      | Quarto posto | Dublin Rebels |
| Totale   | -              | -              | -              | -              | -              | -              | 0       | 2       | 2       | 20      | 36      |              |               |

Fonti: Sito Eurobowl.info Archiviato il 19 ottobre 2017 in Internet Archive.

### Riepilogo fasi finali disputate
| Anno             | Luogo     | Evento            | Fase del torneo      | Incontro                                     | Risultato |
| 7 settembre 2014 | Bruxelles | EFAF Atlantic Cup | Finale 3º - 4º posto | Dublin Rebels - Vikings de Villeneuve-d'Ascq | 20 - 7    |

## Palmarès
- 1 Campionato regionale tackle
- 1 Campionato flag Under-18 (2010)